# Philip French
Philip Neville French (Liverpool, 28 de agosto de 1933 — Londres, 27 de outubro de 2015) foi um crítico de cinema e radialista inglês.